# آرینتیکا
آرینتیکا (به اسپانیایی: Volcán Arintica) یک کوه و آتشفشان در شیلی است که در منطقه آریکا و پاریناکوتا واقع شده‌است. آرینتیکا ۵٬۵۹۷ متر بالاتر از سطح دریا واقع شده‌است.